# San Demetrio ne' Vestini
San Demetrio ne' Vestini er en italiensk by (og kommune) i regionen Abruzzo i Italien, med omkring 1.900(2023) indbyggere.